# 净迁移率

2016年净迁移率图例。
净迁入
净迁出
无变化
无数据

净迁移率是指某个地区在一段时间内每一千个居民（时间中段的人数）中移民入境的人数和移民出境人数的差值。正值表示迁入的人多于迁出的人。

## 举例
假设在2000年1月1日，甲国拥有100万个居民。到2001年1月1日，有20万个居民移民到甲国，并有10万个居民从甲国移民到其它国家，同时一共有10万个婴儿在甲国出生而没有人死亡。因此，甲国在2001年1月1日的总人口是120万。
我们将甲国在2000年7月1日（时间中段）的居民数设为110万个，因为10万人迁出而20万人迁入，所以净迁入10万人。
{\displaystyle 100,000\div 1,100,000=0.09091}
但是这个值是指每个居民的比值，我们希望得到每千人的值：
{\displaystyle 0.09091\times 1,000=90.91}